# USS Pillsbury (DD-227)
USS Pillsbury (DD-227) là một tàu khu trục lớp Clemson được Hải quân Hoa Kỳ chế tạo vào cuối Chiến tranh Thế giới thứ nhất, và đã tiếp tục phục vụ trong Chiến tranh Thế giới thứ Hai cho đến khi bị đánh chìm trong trận chiến biển Java thứ hai vào năm 1942. Nó là chiếc tàu chiến đầu tiên của Hải quân Hoa Kỳ được đặt tên theo Chuẩn đô đốc John E. Pillsbury (1846-1919), nhà địa lý học tiên phong từng khám phá ra dòng hải lưu Gulf Stream.

## Thiết kế và chế tạo
Pillsbury được đặt lườn vào ngày 23 tháng 10 năm 1919 tại xưởng tàu của hãng William Cramp and Sons ở Philadelphia. Nó được hạ thủy vào ngày 3 tháng 8 năm 1920, được đỡ đầu bởi cô Helen Langdon Richardson; và được đưa ra hoạt động vào ngày 15 tháng 12 năm 1920 dưới quyền chỉ huy của Hạm trưởng, Đại úy Hải quân H. W. Barnes.

## Lịch sử hoạt động
Pillsbury đã phục vụ nhiều năm cùng Hạm đội Á Châu, và đã tham gia nhân sự kiện Nam Kinh năm 1927 trong thành phần hải đội Hải quân Hoa Kỳ để bảo vệ tính mạng và tài sản của công dân Hoa Kỳ. Theo chỉ thị của Tư lệnh Hạm đội Á Châu, Đô đốc Thomas C. Hart, vào ngày 27 tháng 11 năm 1941, nó cùng các đơn vị khác của hạm đội rời Manila, Philippines dưới quyền chỉ huy của Thiếu tá Hải quân Harold C. Pound. Khi Hải quân Đế quốc Nhật Bản bất ngờ tấn công Trân Châu Cảng vào ngày 7 tháng 12 năm 1941 (8 tháng 12 theo giờ địa phương), nó đang có mặt tại vùng phụ cận Borneo.
Sau khi chiến tranh nổ ra, Pillsbury cùng các đơn vị khác của Hải quân Hoa Kỳ và các tàu chiến của Hà Lan và Australia hoạt động ngoài khơi Balikpapan trong các chuyến đi trinh sát và tuần tra chống tàu ngầm. Sau đó nó di chuyển đến Surabaya, Java, và từ đây thực hiện các chuyến tuần tra ban đêm cùng các tàu tuần dương Houston (CA-30) và Marblehead (CL-12) cùng các tàu khu trục thuộc Đội khu trục 58, bao gồm trận chiến eo biển Badoeng vào ngày 4 tháng 2 năm 1942. Đến ngày 18 tháng 2, lực lượng Nhật Bản bắt đầu đổ bộ lên bờ tại Bali, và các đơn vị tàu nổi dưới quyền Bộ chỉ huy Mỹ-Anh-Hà Lan-Australia (ABDA), bao gồm Pillsbury, được gửi đi nhằm ngăn chặn các cuộc đổ bộ tiếp theo của một đoàn tàu vận tải khác được báo cáo hiện diện trong khu vực.
Đang khi di chuyển qua eo biển Badung trong đêm 19-20 tháng 2, Pillsbury đã bắn ba quả ngư lôi nhắm vào các tàu chiến Nhật trong trận chiến eo biển Badung mà không có kết quả. Một đèn pha tìm kiếm đối phương đã chiếu vào nó, và nó bị nhắm bắn nhiều phát; con tàu đã phải bẻ lái sang mạn phải và thả một làn khói để lẩn tránh. Lực lượng tương đối ít của phía Đông Minh vào lúc này buộc phải áp dụng chiến thuật tấn công chớp nhoáng rồi nhanh chóng rút lui lẩn tránh do phải đối đầu với một lực lượng Nhật Bản vượt trội, với hy vọng mong manh có thể ngăn cản việc tiến quân của đối phương. Lúc 02 giờ 10 phút, Pillsbury phát hiện một tàu đứng im trước mặt nó và đã khai hỏa với dàn pháo chính và súng máy.50-caliber. Khẩu đội pháo giữa tàu của chiếc tàu chiến Nhật bị vô hiệu hóa bởi loạt đạn súng máy.50-caliber đầu tiên, rồi sau đó nó trúng một phát đạn pháo trực tiếp có thể từ Pillsbury hoặc của chiếc tàu khu trục đồng đội bên hàng đối diện, khiến con tàu bị dạt sang mạn phải. Sau đó trinh sát viên chứng kiến ba phát đạn pháo của Pillsbury trúng đích trực tiếp: một trúng cầu tàu, một trúng giữa tàu và một phía đuôi tàu. Sau khi trúng phát đạn pháo cuối cùng, chiếc tàu Nhật bốc cháy và ngừng bắn.
Vào lúc này Pillsbury và Parrott (DD-218) được cho tách ra khỏi lực lượng tấn công và được gửi đến Tjilatjap. Sau các hoạt động chung quanh Bali, các con tàu chỉ còn lại một ít ngư lôi và đang rất cần được tu sửa. Vài ngày sau Pillsbury kết thúc số phận của nó. Không có nhật ký hải trình hay báo cáo chiến trận nào của phía Hoa Kỳ ghi lại hoàn cảnh chi tiết mà Pillsbury, Asheville (PG-21) và Edsall (DD-219) bị đánh chìm, và số phận của chúng là một bí ẩn cho đến hết chiến tranh, khi có thể nghiên cứu nhật ký hải trình của các tàu chiến Nhật. Một lực lượng tàu nổi Nhật Bản hùng hậu đã hoạt động ở phía Nam Java để ngăn cản việc chạy thoát của các tàu Đồng Minh khỏi khu vực này, bao gồm bốn thiết giáp hạm, năm tàu tuần dương thuộc Đội tuần dương 4, hai tàu sân bay và các tàu khu trục thuộc Hải đội Khu trục 4.
Trong một trận chiến vào đêm 2 tháng 3 năm 1942, Pillsbury bị áp đảo bởi hai tàu tuần dương thuộc Đội Tuần dương 4 Nhật Bản. Nó đối đầu với Takao và Atago, và bị đắm lúc 21 giờ 02 phút với tổn thất toàn bộ thủy thủ đoàn, ở tọa độ 14°30′N 106°30′Đ / 14,5°N 106,5°Đ.
Trước đó, Edsall bị đánh chìm trong trận chiến biển Java vào ngày 1 tháng 3 năm 1942. Lúc 18 giờ 24 phút, nó chịu đựng một phát bắn trúng trực tiếp từ thiết giáp hạm Hiei, rồi một phát khác lúc 18 giờ 35 phút từ tàu tuần dương Tone. Edsall còn bị chín máy bay ném bom bổ nhào Aichi D3A từ tàu sân bay Sōryū và tám chiếc khác từ tàu sân bay Akagi tấn công, trúng nhiều quả bom, khiến nó chết đứng giữa biển lúc 18 giờ 50 phút. Nó bị chiếc tàu tuần dương Chikuma kết liễu, đắm lúc 19 giờ 00, và chỉ với 5 đến 8 người sống sót. Thi thể của 5 thủy thủ của Edsall còn lại bị hành quyết được khám phá tại Indonesia vào năm 1952.
Bị chậm lại do gặp trục trặc động cơ, Asheville bị các tàu khu trục Nhật Arashi và Nowaki bắt kịp lúc 09 giờ 06 phút ngày 3 tháng 3, và bị đánh chìm sau một trận chiến kéo dài 30 phút. Một thủy thủ được cứu vớt khỏi mặt nước, nhưng từ trần sau đó trong trại tù binh. Cả ba chiếc đều bị đánh chìm trong phạm vi khoảng 200 dặm (322 km) về phía Đông đảo Christmas. Sau khi đánh chìm các tàu chiến Đồng Minh, lực lượng Nhật Bản rút lui khỏi khu vực chiến trường.

## Phần thưởng
Pillsbury được tặng thưởng hai Ngôi sao Chiến trận do thành tích phục vụ trong Chiến tranh Thế giới thứ hai.